# Board track race
| Board Track Race in 1911. De reclameborden zijn van de Hendee Mfg.Co., later bekend als Indian |
| Eddie Hasha was een van de vele slachtoffers van Board track racing. Tijdens deze wedstrijd in 1912 in Newark (New Jersey) raakte hij de reling, waarbij een jonge toeschouwer gedood werd omdat hij zijn hoofd over de reling had gestoken. Eddie vloog de tribune in en overleed onmiddellijk, net als drie jongens en een jonge man. Zijn motor viel terug op de baan en raakte een andere coureur, Johnny Albright. Hij overleed vier uur later. |

Board track race is een vroege vorm van motorsport.
Het ging om races die in het begin van de twintigste eeuw in de Verenigde Staten werden gereden op houten wielerbanen. Dit was een zeer gevaarlijke sport. De motoren hadden geen remmen en het gas stond altijd open. Ze konden slechts vertraagd worden door een "killswitch", een zaagblad dat met de knie tegen de ontstekingsmagneet geduwd werd om kortsluiting te maken. Een kluit modder tussen dit zaagblad en de magneet kon dus ernstige gevolgen hebben.
Bij een val veroorzaakten honderden splinters van de houten baan verwondingen, de banden konden zomaar van de velg lopen en de coureurs maakten elkaar het leven zuur met het zogenaamde "Hooking". Dit is het elkaar van de baan duwen. Dit was uiteraard verboden, maar voor een prijzengeld - in het begin van de twintigste eeuw - van soms 1000 dollar voor de winnaar riskeerde men graag een diskwalificatie, zodat hooking eigenlijk algemeen gebruikelijk was, evenals het beetpakken van het stuur van de tegenstander.
Board Track Racing was voor de fabrikanten (voornamelijk Harley-Davidson en Indian) een dure sport. Om motorfietsen te ontwikkelen die snelheden tot 190 km/uur haalden moesten de ontwikkelingsafdelingen alle zeilen bijzetten. Met de opkomst van de auto's, die soms nog goedkoper waren dan motorfietsen, werd de concurrentie hevig. Indian ging in 1921 al bijna failliet. Daarom richtten de fabrikanten zich op goedkopere en even spectaculaire takken van motorsport, zoals heuvelklimwedstrijden. Rond 1925 was Board Track racing vrijwel uitgestorven.

## Video
Board Track Race in Indianapolis 1920